# Ola Ullsten
Stig Kjell Olof Ullstén, dit Ola Ullsten, né le 23 juin 1931 à Umeå et mort le 28 mai 2018, est un homme d'État suédois.

## Biographie
Ola Ullsten est Premier ministre de la Suède de 1978 à 1979 puis ministre des Affaires étrangères de la Suède de 1979 à 1982. Il a également dirigé le Parti du peuple-Les Libéraux de 1978 à 1983.

## Dans les arts et la culture populaires

### Télévision

#### Série
- 2024 : Whiskey on the Rocks de Henrik Jansson-Schweizer, il est joué par Anders Mossling.

## Publications
- (sv) Folkpartiet och reformerna : liberala riksdagsinitiativ 1902-1960 (1960)
- (en) Guide-lines for international development co-operation (1978)
- (sv) Liberaler om utveckling (1978)
- (en) Sweden and the developing countries (1979)
- (sv) Vad ska vi göra med kulturpolitiken? : anföranden och kommentarer kring den svenska kulturpolitikens "fem-årsdag" (1979)
- (sv) Lättsinnet i siffror : en sammanfattning av socialdemokraternas ställningstaganden till de 15 viktigaste besparingsförslagen  (1982)
- (sv) Kämpande liberalism : anförande (1982)
- (sv) Ola Ullsten : partiledaren, demokraten, internationalisten, folkpartisten, statsministern, idédebattören (1983)
- (sv) Så blev det (2013)